# Yli-Ii

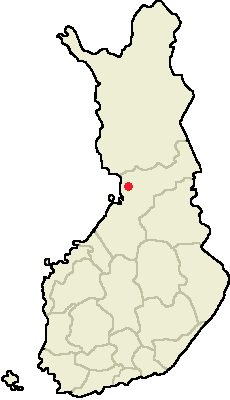
Vị trí của Yli-Ii ở Phần Lan.

Yli-Ii (Överijo trong tiếng Thụy Điển) là một đô thị của Phần Lan.
Đô thị này nằm ở tỉnh Oulu trong vùng Bắc Ostrobothnia. Đô thị này có dân số 2.322 (2003) với diện tích là 795,39 km² trong đó có 25,78 km² là diện tích mặt nước. Mật độ dân số là 3,0 người trên mỗi km².
Đô thị này chỉ sử dụng tiếng Phần Lan.
Yli-Ii có lẽ nổi tiếng nhất với bảo tàng tiền sử Kierikkikeskus.

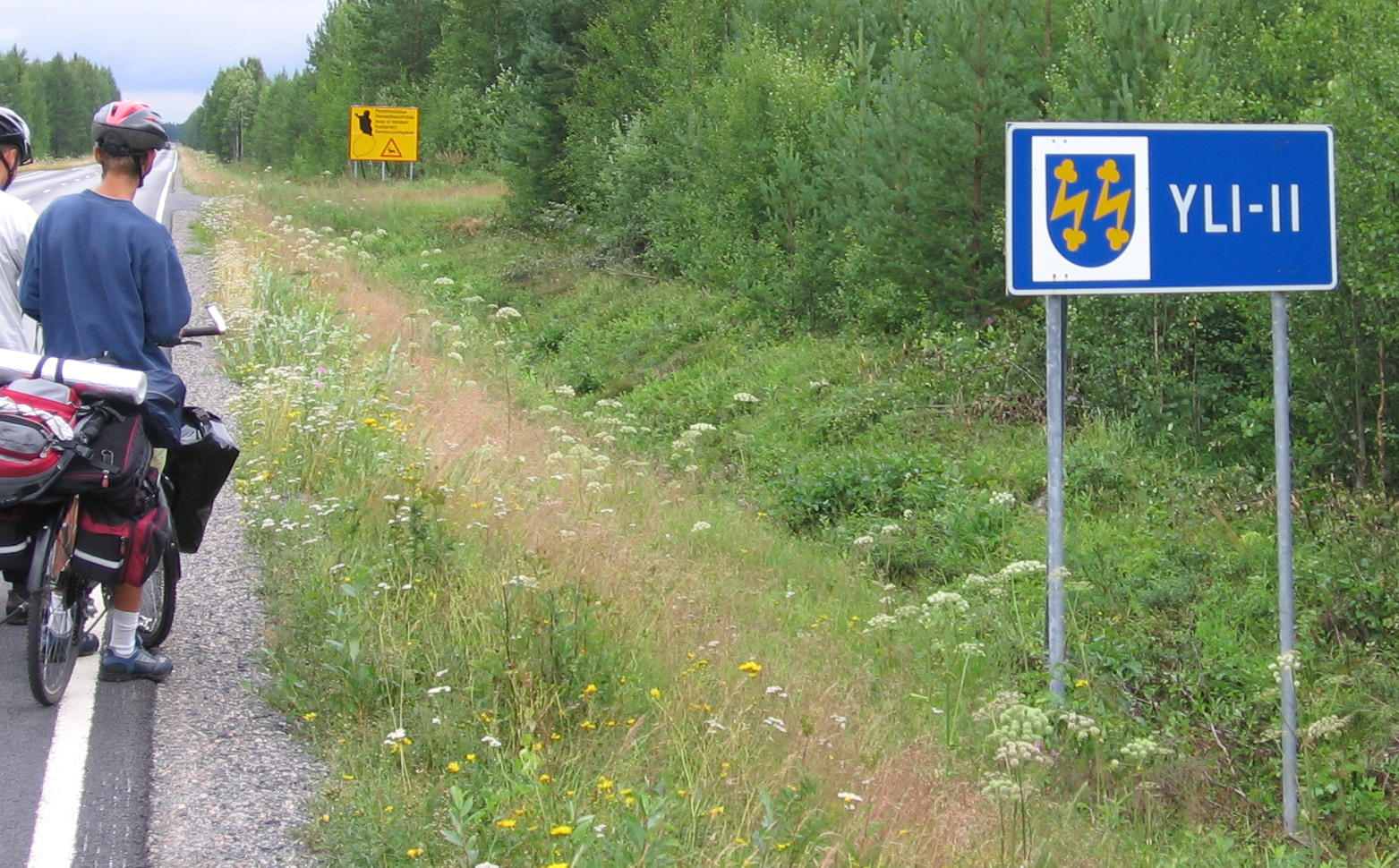
Đô thị Yli-Ii.